# منتخب أندورا لكرة القدم للسيدات
منتخب أندورا لكرة القدم للسيدات هو ممثل أندورا الرسمي في المنافسات الدولية في كرة القدم للسيدات.

## سجل كأس العالم
| سجل كأس العالم للسيدات | سجل كأس العالم للسيدات | سجل كأس العالم للسيدات | سجل كأس العالم للسيدات | سجل كأس العالم للسيدات | سجل كأس العالم للسيدات | سجل كأس العالم للسيدات | سجل كأس العالم للسيدات | سجل كأس العالم للسيدات |     | التصفيات record | التصفيات record | التصفيات record | التصفيات record | التصفيات record | التصفيات record |
| السنة                  | Round                  | Position               | Pld                    | فاز                    | تعادل                  | خسر                    | له                     | عليه                   | Pld | فاز             | تعادل           | خسر             | له              | عليه            |                 |
| ---------------------- | ---------------------- | ---------------------- | ---------------------- | ---------------------- | ---------------------- | ---------------------- | ---------------------- | ---------------------- | --- | --------------- | --------------- | --------------- | --------------- | --------------- | --------------- |
| 1991 to 2015           | لم يشارك               | -                      | -                      | -                      | -                      | -                      | -                      | -                      | -   | -               | -               | -               | -               | -               |                 |
| 2019                   | لم يتأهل               | -                      | -                      | -                      | -                      | -                      | -                      | -                      | 3   | 0               | 0               | 3               | 0               | 13              |                 |
| الاجمالي               |                        | 0/8                    |                        |                        |                        |                        |                        |                        | 3   | 0               | 0               | 3               | 0               | 13              |                 |